# Roman Jasiński
Roman Jasiński (Varsavia, 23 giugno 1907 – Tulsa, 16 aprile 1991) è stato un ballerino polacco.

## Biografia
Nato a Varsavia nel 1907, Roman Jasiński cominciò a danzare durante l'infanzia e, incoraggiato dalle amiche della sorella, superò il provino per studiare alla scuola di danza del Grande Teatro-Opera Nazionale. Dopo il diploma si trasferì a Parigi per danzare per Bronislava Fominična Nižinskaja e, dopo essersi perfezionato ulteriormente in patria, nel 1928 si unì alla compagnia di Ida Rubinstein. Nel 1931 si unì ai Balletti russi, all'epoca sotto la direzione artistica di Leonide Massine, che Jasinski lasciò due anni più tardi insieme a George Balanchine.
Nel 1933 si unì ai Ballets Russe de Monte-Carlo, dove danzò con grandi apprezzamenti di pubblico coreografie di Balanchine, Massine, Nižinskaja e Michel Fokine. Dopo pochi mesi fu proclamato primo ballerino della compagnia e continuò a danzare in questa veste per diciassette anni, fino al 1950. Danzò con la compagnia in Europa e negli Stati Uniti, dove era molto richiesto e il suo salario arrivava anche a quattromila dollari settimanali. Nel 1940 fece da modello per i movimenti degli elefanti per la sequenza de La danza delle ore nel film d'animazione Fantasia.
Nel 1943 sposò la collega Moscelyne Larkin e nel 1954 la coppia ebbe un figlio, Roman Larkin Jasiński. Dopo la nascita del bambino, entrambi i genitori si ritirarono dalle scene. Jasiński fondò una scuola di danza a Tulsa e, nel 1956, diede origine alla compagnia del Tulsa Ballet.